# Endochironomus leucolabis
Endochironomus leucolabis är en tvåvingeart som först beskrevs av Jean-Jacques Kieffer 1915.  Endochironomus leucolabis ingår i släktet Endochironomus och familjen fjädermyggor.
Artens utbredningsområde är Tyskland. Inga underarter finns listade i Catalogue of Life.